# Aglaja
Pour les articles homonymes, voir Aglaja (homonymie).
Genre
Synonymes
- sous-genre Doridium (Aglaja)[2]
- Doridium Meckel, 1809[3]
- genre Doridium Meckel, 1809[2]

Aglaja est un genre de gastéropodes (limaces de mer) de la famille des Aglajidae.

## Liste des genres
Selon World Register of Marine Species (17 novembre 2018) :
- Aglaja berrieri (Dieuzeide, 1935)
- Aglaja ceylonica Bergh, 1900
- Aglaja laurentiana (R. B. Watson, 1897)
- Aglaja minuta Pruvot-Fol, 1953
- Aglaja ocelligera (Bergh, 1893)
- Aglaja tricolorata Renier, 1807
- Aglaja unsa Ev. Marcus & Er. Marcus, 1969

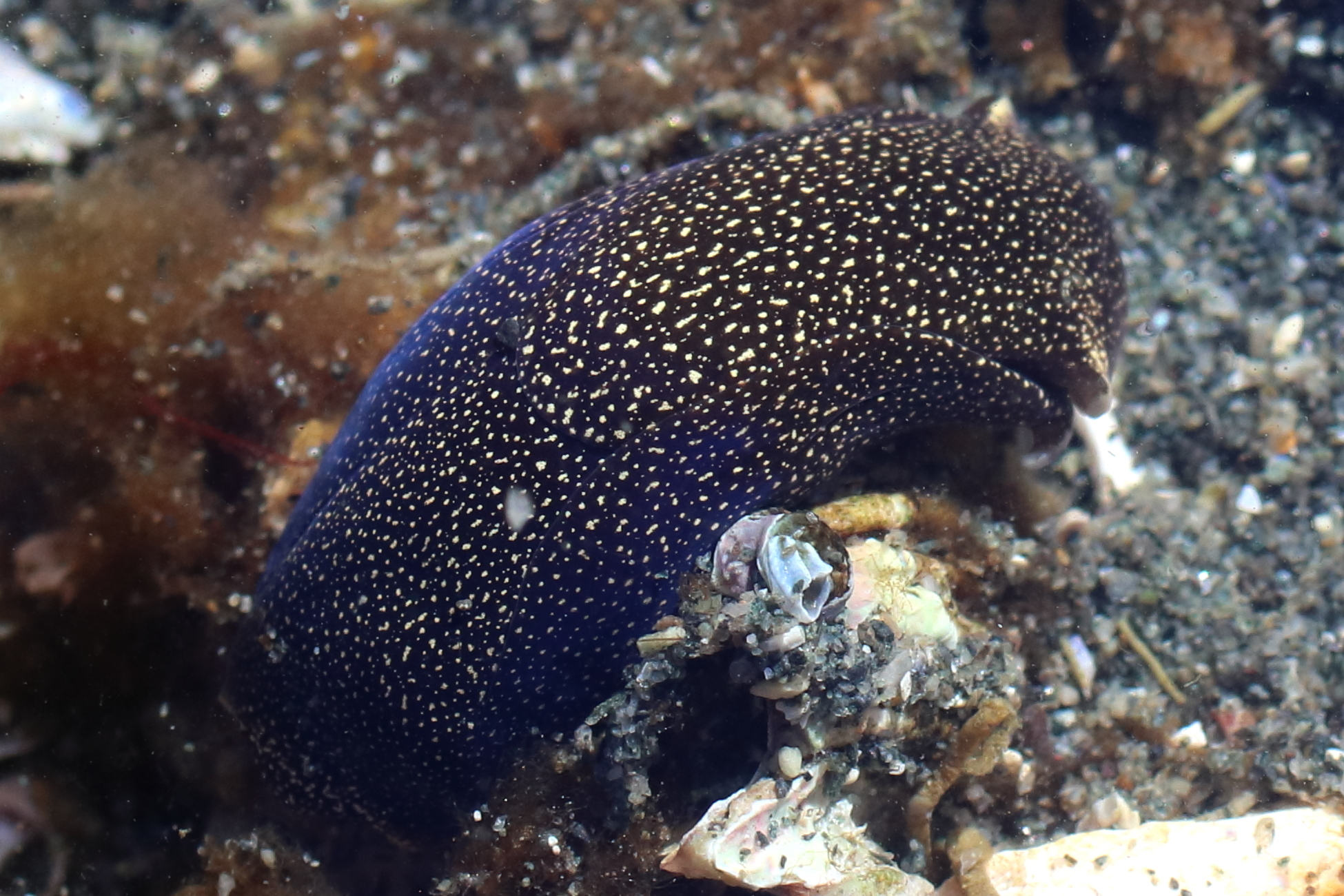
Aglaja ocelligera
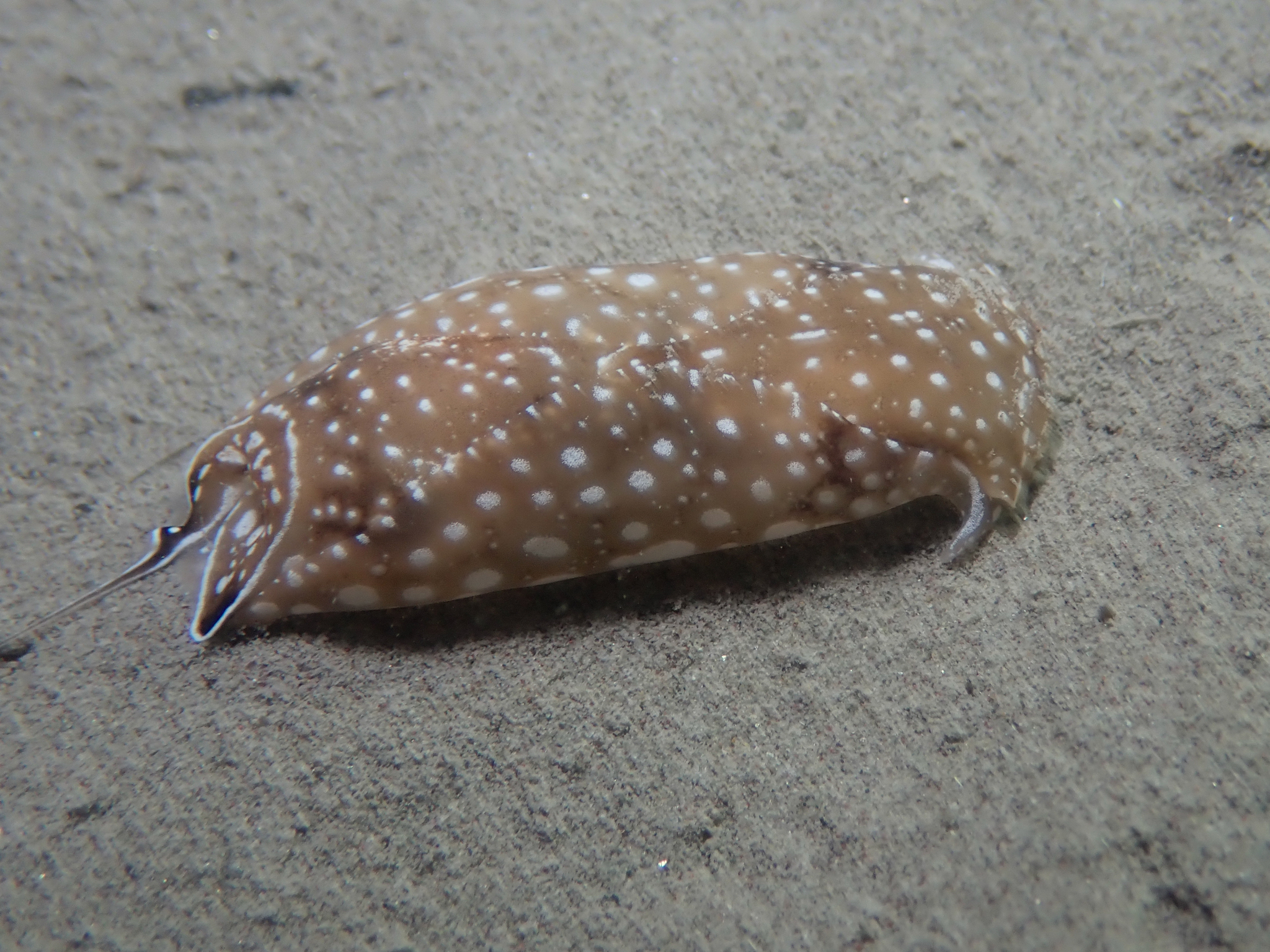
Aglaja tricolorata